# Duque de Caxias
Duque de Caxias là một thành phố thuộc bang Rio de Janeiro của Brasil. Thành phố có diện tích km2, dân số năm 2010 là 872.672 người. Đây là thành phố đông dân thứ 18 Brasil.